# Fanny Elssler
Fanny Elssler (rođena kao Franziska Elssler; Beč, 23. lipnja 1810. - Beč, 27. studenog 1884. godine) bila je austrijska balerina.
Fanny Elssler rođena je 23. lipnja 1810. godine u Gumperdofu blizu Beča. Kao mlada upisala je školu baleta i pohađala je do 1818. godine. Proglašena za jednu od najboljih plesačica, odlazi u Berlin 1830. zatim u Pariz 1834. godine, gdje Marie Taglioni, balerina iz ere romantičnog baleta i središnja osoba u povijesti europskog plesa u njoj pronalazi konkurenciju. Nakon što je blistala u ulozi Zoloe (Le Dieu et la Bayadère) i Lise (Le Diable boiteux), Fanny Elssler nastavlja sudjelovati u nizu predstava koje joj daju još veću popularnost.
Nakon uspješne turneje u Sjevernoj Americi 1840. godine, koja je odvodi čak do Havane, vraća se u Europu i izvodi prvi put u Londonu ulogu Giselle, koja je bila predstavljena dvije godine ranije u Parizu u izvedbi Carlotte Grisi. Fanny Elssler napušta scenu 1851. godine i povlači se u Hamburg, a zatim se ponovno vraća u Beč, gdje pomno prati kazališni i umjetnički život.
Danas je smatraju vrhunskom balerinom iz ere romantizma. Imala je dvije sestre: Teresu (1808.-1878.) i Herminu (1811.-1898.) koje su također bile plesačice.